# Johan Devrindt
Johan Devrindt (Overpelt, 1944. április 14. –) belga válogatott labdarúgó.
A belga válogatott tagjaként részt vett az 1970-es világbajnokságon.

## Sikerei, díjai
Anderlecht
- Belga bajnok (4): 1964–65, 1965–66, 1966–67, 1967–68
- Belga kupa (1): 1964–65

Club Brugge
- Belga bajnok (1): 1972–73